# 이수형 (1435년)
이수형(李秀亨, 1435년 ~ 1528년 1월 24일)은 조선시대 전기의 문신, 시인, 학자이다. 세조의 단종 폐위 및 처단에 분개하여, 처가의 본가인 봉화군 도촌으로 낙향하여 일생을 마쳤다. 음보로 관직에 올라 선교랑(宣敎郞) 전생서령(典牲暑令)을 거쳐 조봉대부 평시서령(平市署令)이 되었다.
1455년(단종 3년) 단종이 폐위되자 벼슬을 버리고 물러났다. 원호, 조여 등과 함께 영월에 유배된 단종에게 문안인사를 드렸다. 이후 낙향, 봉화군 도촌리로 은거하였다. 
세조는 사람을 보내 회유하였으나 거절하였고, 단종이 사사되자, 산으로 들어가 단종의 3년상을 마친 뒤, 삼면은 벽이고 북녘으로 문이 있는 집을 짓고 평생을 숨어 살았는데, 이는 단종의 장릉이 영천의 북쪽에 있기 때문이었다. 1476년(성종 6) 다시 작첩이 내려졌으나 거절하였고, 일생동안 단종을 추모하였다. 봉화읍 도촌리에 그가 손수 심은 괴화나무를 심었는데, 그가 죽자 따라 고사하였다가 1715년(숙종 41) 단종이 노산군에서 임금으로 복위되자 괴화나무가 소생하였다는 전설이 전한다.
사후 철종 때 경상도암행어사 임응준(任應準)의 상소로 1858년(철종 9) 증(贈) 통정대부 승정원좌승지에 추증되었다가 고종 즉위 후 1870년 다시 증(贈) 가선대부 이조참판 겸 동지의금부사로 가증되었다. 무송헌 김담의 사위이자 문인이다. 본관은 우계(羽溪)이며 자(字)는 영보(英甫), 호는 도촌(桃村), 공북헌(拱北軒), 도은(桃隱)이다. 한성부 출신이다. 자(字)는 영보(英甫), 호는 도촌(桃村), 공북헌(拱北軒), 도은(桃隱)이다. 한성부 출신이다.

## 생애

### 생애 초기
도촌 이수형은 1435년(세종 18년) 한성부에서 고려후기의 문신 이억(李嶷)의 증손 군자감주부 이경창(李景昌)의 아들로 태어났다. 어머니는 예문관직제학으로 증 의정부좌참찬에 추증된 안구(安玖)의 딸이자 안지귀의 누이였다. 문절공 김담의 문인으로, 그의 맏사위이자 문하생이었다. 형제간으로는 이말형과 직강 정이득에게 출가한 누이 등이 있었다. 자(字)는 영보(英甫), 호는 도촌(桃村)이고 별호는 공북헌(拱北軒)이며, 별호로 도은(桃隱)이라는 호도 있었다. 그의 별호 공북헌과, 별호 도은은 송석충의 《눌옹유사》 권지일(訥翁遺事 卷之一) 사우록에 실려 있다.
그의 고조부 이억(李薿)은 고려 말에 문과에 급제, 1388년(고려 우왕 14) 강계원수(江界元帥) 재직 중 제1차 요동 정벌에 참여하였으나 이성계가 회군한 후, 1392년 7월 조선을 건국하자 개국원종공신 1등과 중추원부사 겸 의흥친군위동절제사 직을 수여했지만 받지 않고 순흥 소백산으로 낙향하였다. 증조부 이만(李蔓)은 고려 말에 문과에 급제, 홍로부사, 인진사, 사재감 등을 거쳐서 중추원부사가 되었는데, 훗날 조선 건국 이후 봉렬대부 호분위경력으로 강등되었다. 할아버지 이인숙은 사정, 경력을 거쳐 1433년 통훈대부 지덕천군사, 판사복시사를 역임했다. 아버지 이경창은 사정, 사직, 별좌(別坐), 군자감직장 등을 거쳐 봉렬대부 군자감주부를 역임했다.
문절공 김담에게 글을 배웠는데, 이는 도촌선생실기 사우록에 실려 있다. 후일 그는 김담의 장녀와 혼인하였다.
17세에 음보(蔭補)로 관직에 출사하여 선교랑 전생서령(宣敎郞 典牲暑令)을 거쳐 조봉대부 행평시서령(朝奉大夫 行平市署令)이 되었으나, 1455년(단종 3) 6월 단종 임금이 권신들의 강압에 의해 삼촌 수양대군 유에게 왕위를 양위하자, 그는 21세에 벼슬을 버리고 낙향하였다. 이후 청령포를 찾아 단종에게 문안인사를 다녔고, 관란 원호(觀瀾 元昊), 어계 조여(漁溪 趙旅) 등과 함께 영월 수주면의 무릉계곡(武陵溪谷)에서 자주 만나 단종의 안위를 염려하였으며 1456년 3월기망(旣望, 3월 16일) 원주 수주면 치악산에 올라 충절을 맹세하고, 다시는 관직에 나가지 않을 것을 맹세한 뒤 바위에 이름을 바위에 새기고 내려왔다.(→삼공 제명암)

### 은거 생활
그 뒤 처가가 있는 경상북도 봉화군/영주 문단리 근처 도지리 사제(沙堤) 부락으로 낙향, 은거하였다. 이 지역은 그가 거주한 연고로 후일 도촌리라 불리게 된다. 세조와는 등극하기 전에 교분(交分)이 두터웠던 사이라 세조는 여러번 사람을 보내 식물과 전답을 하사(下賜)하고 불러, 힘껏 등용하려 하였으나 그는 불사이군(不事二君)의 굳은 절의(節義)로 거절, 벼슬길에 나아가지 않았다. 단종 복위 운동이 실패로 돌아가면서 순흥부 주민들을 처형하고, 부를 현으로 강등시켜버리자 그도 피신한다.
1457년(세조 3) 11월 단종이 사사되자 단종의 3년상을 복상하였다. 상을 마친 뒤, 일생을 단종을 추모하며 나가지 않았다.
이후 그는 산으로 들어가 은거하면서, 삼면은 벽이고 동남쪽에 작은 창이 있으며 북녘을 향한 집을 세우고 거주하였다. 북녘은 단종의 능침인 영월 장릉이 있는 방향이다. 후에 충재 권벌의 6대손 창설 권두경(權斗經)이 이곳을 들렀다가 이수형의 충절에 감읍하여 단종을 향한 일편단심의 높고 깊음을 기려 방을 천인실(千仞室)이라 하고, 눌은 이광정은 마루는 두 손을 잡고 평생토록 단종을 경모했다는 뜻에서 공북헌이라고 명명하고 행장과 유기를 남겼다. 또한 신야 이인행(新野 李仁行)이 공북헌을 찾아 그를 추모하며 공북헌중수기(拱北軒重修記)를 남겼다. 동암 권성오(東巖 權省吾)는 도촌이선생유사(桃村李先生遺事)를 남겼다.
그가 낙향한 곳은 도지리(道知里) 또는 모래가 많아 사제(沙堤) 마을 또는 사재라 불렸는데, 후에 그의 호를 따서 도촌리로 부르게 됐다.
공북헌 근처에는 그가 지은 정자 송고정(松皐亭)이 있었는데, 조선 말기의 한학자 수산 김휘철(睡山 金輝轍)이 소나무의 속성과 의미를 설명한 송고정기(松皐亭記)를 남겼다.

### 생애 후반
세조는 후에도 어모장군 충좌위 부사직, 상장(上將, 상호군), 호군(護軍) 등 여러 번 벼슬을 내리며 불렀지만 모두 거절하고 나가지 않았다.
그는 장인인 문절공 김담 외에도 원호(元昊)‚ 조려(趙旅)‚ 송석충(宋碩忠) 등과 교유하며 시름, 회한을 달래곤 했다. 그는 자신이 은거한 공북헌 옆에 괴화나무를 하나 심었다. 그는 손수 심은 괴화나무 주변을 산책하며 시문을 읊기도 했다.
성종조에 들어 1476년(성종 7년) 11월 29일 다시 직위와 작첩이 내려졌으나, 받지 않고 거절했다. 70년을 단종을 추모하며 한성으로 상경하지 않았다. 학자 성재 권상익(省齋權相翊)은 '보통사람은 하루도 견디기 어려운 이곳에서 선생은 70년을 보냈다. 그러나 선생은 이곳에 대하여 스스로 말하지도 않았고 이름을 짓지도 않았다.' 하였다. 저서로는 《도촌선생실기》(桃村先生實紀)와 《괴단감광록》 (槐壇曠感錄)이 있다. 1528년(중종 23) 1월 4일 도촌 사제동에서 세상을 떠났다. 그때 그의 나이 향년 94세였다.

### 사후
묘는 경상도 순흥부 동원면 흑석리의 동북쪽 간방(艮方) 동원면 오상리 오상(五相)부락(현, 경상북도 영주시 단산면 동원리 오상동) 흑석곡(黑石谷) 간좌에 묻혔다. 후에 그의 아들 이대근이 금성대군 유가 처형된 곳을 찾아, 금성단을 수축하였다. 첫 묘비는 누가 섰는지 작자 미상이며, 후에 묘비가 훼손되고 마멸되어 후손 이휘도가 눌은 이광정에게 여러 번 간청하여 1738년(영조 14) 눌은 이광정이 그의 묘갈문을 지어 이휘도의 동생 이홍도에게 주어 새 비석을 세웠다.
후일 고심당 조정융(古心堂 趙廷瀜)은 이르기를, '고요한 심지는 자취가 없으나 완부를 절조가 고결한 사람으로 윤이로 돌아간 도잠 연명과 같이 밝은 풍도가 있다(靖志無跡廉頑有功 桐江高躅栗里淸風)' 고 하였다.

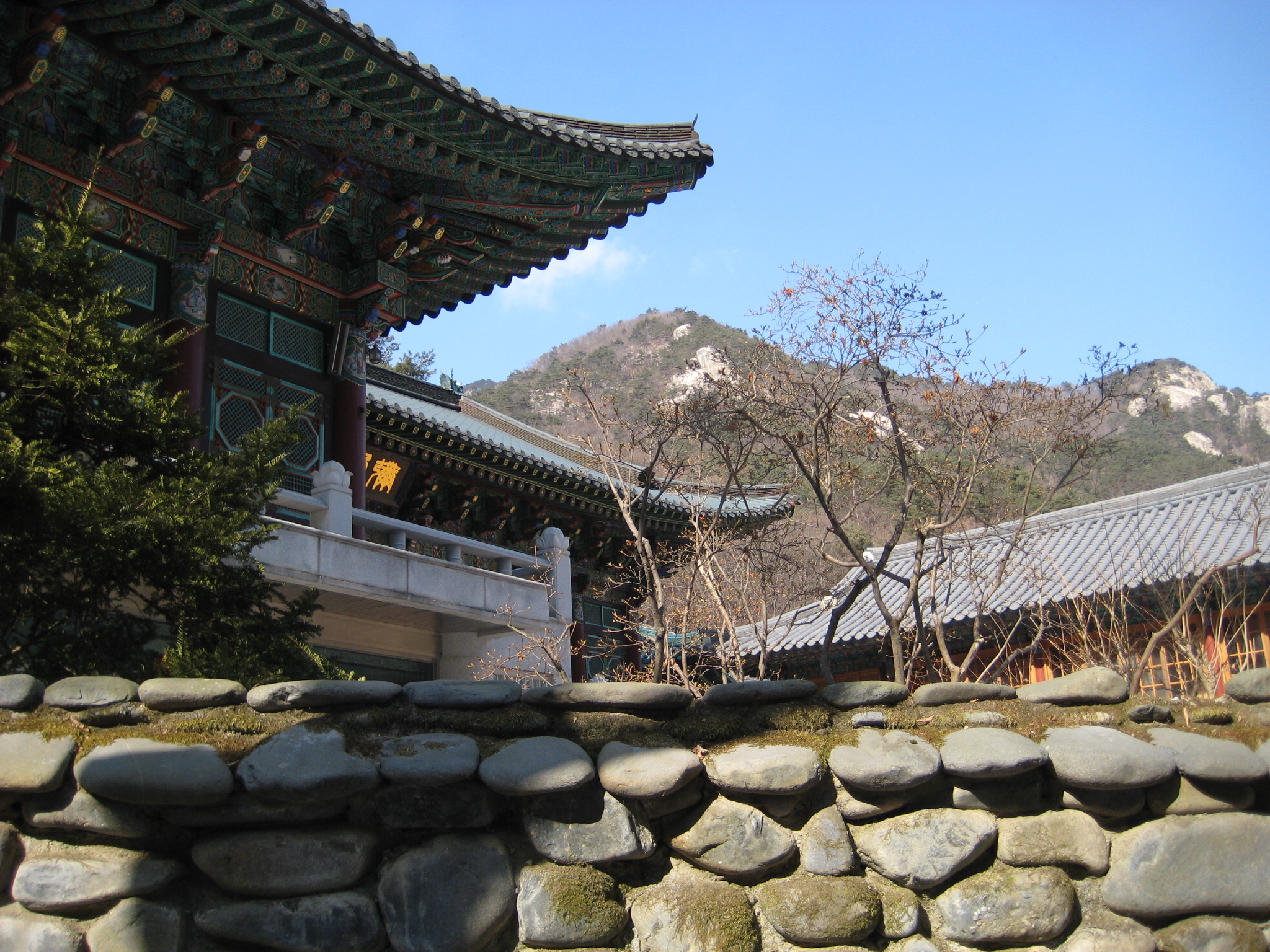
공주 동학사

사후 사림에 의해 충청도 공주군 동학사 숙모전(肅慕殿)에 배향되었고, 1608년(광해군 2년) 경상도 순흥 지역 사림들과 유지들의 공의로 순흥 도계서원에 금성대군 이유, 순흥부사 이보흠(李甫欽) 등과 함께 제향되었다. 그러나 대원군 집권때 서원 철폐정책에 의해 철폐되어 건물만 남아 있다. 1731년(영조 7) 영월의 사림들이 창절사彰節祠)에 추향(追享)을 논하였으나, 어떤 이유에서였는지 성사되지 못했다.
1799년(정조 23) 영남의 선비들이 간행한 영남인물고의 순흥편에 수록되었다.
연경재 성해응(成海應)의 장릉병의제신전(莊陵秉義諸臣傳)에도 그의 행적이 간략하게 수록되었다.
1858년(철종 9년) 경상도 암행어사로 파견되었던 학사 임응준(任應準)의 상소로 증 통정대부 승정원좌승지(承鄭院左承旨) 겸 경연참찬관(經筵參贊官)에 증직되었다. 노원 김철수(魯園金喆銖)는 상소 도촌이공청가증장(桃村李公請加贈狀)을 올려 증 좌승지 이수형의 포증을 더해줄 것과 端廟節義之超贈賜諡已是國典元趙諸臣, 以進士特蒙天官大冢宰之贈. 則於李秀亨亦似無同異 伏乞天地父母. 一依恩例 特降易名之典이라 하였으니 상소문의 초안이 노원 김철수의 문집 	노원만록 (魯園謾錄) 2권에 실려 있다. 
고종 때인 1870년(고종 7년) 12월 24일 충절이 뛰어나므로 추증하라는 고종의 특명으로, 다시 증 가선대부(嘉善大夫) 이조참판(吏曹參判) 겸 동지의금부사 오위도총부 부총관(五衛都摠府 副摠官)에 추증되었다.

## 가족 관계
- 할아버지 : 이인숙(李仁淑, 지덕천군사와 판사복시사 역임)
- 할머니 : 해주 오씨, 지인천군사 증 정헌대부 오부(吳傅)의 딸, 좌의정 경주이씨 이성중의 외손녀
  - 아버지 : 이경창(李景昌, ? ~ ?, 봉렬대부 군자감 주부)
  - 어머니 : 순흥 안씨(順興安氏, 안구(安玖)[14]의 딸, 안지귀의 누이
    - 부인 : 증 정부인 예안김씨(? ~ 1558년 8월 27일, 문절공 김담의 장녀)
      - 아들 : 이대근(李大根[15], 홍천현감)
      - 자부 : 안동 권씨, 선략장군 부호군 증이조판서 권황의 딸, 권벌의 고모
        - 손자 : 이양
        - 손자 : 이당
        - 손자 : 이영(李榮, 1492년 ~ 1583년), 호는 북산(北山), 가선대부 병조참판 지냄

      - 아들 : 이양근(李養根), 통훈대부 전설서 별좌 역임
      - 자부 : 봉화금씨(奉化琴氏) 판관 금연(琴衍)의 따
      - 아들 : 이성근(李盛根), 감역
        - 손자 : 이공, 어모장군 행 권관

      - 아들 : 이준근(李峻根), 승사랑 예빈시참봉 역임
      - 자부 : 야성 송씨, 눌재 송석충의 딸
        - 손자 : 이은, 참봉
        - 손녀 : 이씨, 덕수 이씨 이귀의 처

      - 딸 : 우계이씨
      - 사위 : 손백돈(孫伯暾), 적개공신 계림군 손소의 아들
        - 외손자 : 손휘(孫暉)

- 외할아버지 : 안구(安玖, 직제학 증 좌참찬)
- 장인 : 김담(金淡, 1416년 ~ 1464년), 이조판서 역임, 시호는 문절(文節)[16]

## 저서 및 작품

### 저서
- 《도촌선생실기 (桃村先生實紀)》
- 《괴단감광록 (槐壇曠感錄)》

### 시
允矣訥言子(윤의눌언자) / 진실하였도다 놀은자여
兢兢守以遇(긍긍수이우) / 어리석은 사람인 양 삼가고 조심하였네
父師竟畢老(부사경필노) / 아비는 경산자요 스승은 점필재선생
交友?暄徒(교우두훤도) / 일두와 한훤당과 교게하였다네
修道介于石(수도개우석) / 도를 닦아 개결한 돌과 같았고
蘊才器也瑚(온재기야호) / 품은 재주호련과 같은 좋은 그릇이었네
一生移病盡(일생이병진) / 일생을 병 핑계 삼아 마쳤으니
心迹足長?(심적족장우) / 그 마음과 자취 길이 탄식만 자아내네

## 에피 소드

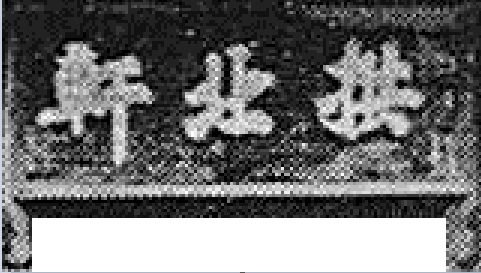
눌은 이광정 친필 공북헌 현판

### 괴화나무 전설
그가 공북헌에 거주할 때 손수 괴화나무를 심었다. 그는 그 괴화나무를 보며 시름을 달래고, 시문을 읊는 것을 낙으로 삼았다. 이수형이 사망하자 그가 심었던 괴화나무도 함께 고사했는데, 1715년 조선 단종이 복위되자 괴화나무도 함께 소생하였다는 전설이 있다. 그 뒤 괴화나무는 1950년 한국전쟁 당시 고사되었다가 다시 되살아났다.

### 공북헌
단종이 사사되자 그는 3년동안 상복을 입고는 삼면은 벽이고 오직 북녘을 향해 문이 있는 집을 짓고 은거했는데, 이는 단종의 능침인 영월이 영천의 북쪽에 있기 때문이다.
70년간 단종을 추모하며 공북헌 앞 괴화나무를 벗삼아 시를 읊으며 몇몇 선비들과 교류하면서 여생을 보냈다. 그는 94세를 일기로 죽을 때까지 한 번도 한성에 올라가지 않았다고 한다. 공북헌 근처에는 그를 추모하며 지역 유림들의 공의로 건립된 견일사(見一祠)가 있고, 뒤에 금성대군, 순흥부사 이보흠이 배향되고 도계서원의 사액을 받았으며 그의 4대손 취사 이여빈 등이 추가 배향되었다.

### 송고정
견일사(도계서원으로 사액), 공북헌 근처에는 그가 지은 정자 송고정(松皐亭)이 있었다. 송고정의 편액은 금파 박우현(錦坡 朴遇賢)이 짓고, 송고정기는 수산 김휘철(睡山 金輝轍)이 지었다.
그가 건립한 정자는 수산 김휘철이 살던 1900년대 초까지는 존재했으나, 언제 훼손, 허물어졌는지는 알 수 없다.

## 기타
그의 이름자 수형(秀亨)의 오기로 이수정(李秀亭)으로도 전한다.
1478년 2월 14일 처남 김만균 사후 그의 선대에서 내려온 재산을 김만균의 다른 형제 자매 9남매에게 분배 상속할 때, 이수형의 부인 김씨도 일부 노비를 상속받았다. 처남 김만균의 아들의 존재 여부는 알 수 없으나, 딸이 2명 있었다. 그밖에 처남 김만균의 부인이 수양아들로 자신의 친정 5촌 조카 김유를 입양한 바 있다.

### 관련 유적
- 공북헌
- 원주 치악산 삼공제명암
- 순흥 도계서원
- 영월 수주 요선정
- 공주 동학사 숙모전

## 같이 보기
| - 도계서원 - 단종복위운동 - 공북헌 - 생육신 - 사육신 - 금성대군 - 금성단 - 안평대군 - 원호 - 조려 - 김담 - 안구 - 단종 - 세조 - 성승 - 심선 - 송석충 - 원호 - 이광식 - 이보흠 - 이지방 - 김질 - 신숙주 | - 동학사 - 사육신 - 생육신 - 완천군 - 정보 - 성담년 - 성담수 - 성승 - 이개 - 박팽년 - 유성원 - 김문기 - 유응부 - 유자미 - 이득성 - 이맹전 - 이여빈 - 조려 - 황보인 - 공북헌 - 김종서 - 정인지 - 정창손 | - 삼공제명암 - 청령포 - 계유정난 - 세조 반정 - 김숙자 - 김종직 - 성삼문 - 안지귀 - 이지방 - 이거 - 이정 - 김시습 - 삼중신 - 하위지 - 하원 - 한명회 |

## 관련 자료
- 선성김씨 무송헌 김담 한국일보
- 400살 '시조木' 두 그루 여전히 성성, 경북 봉화 띠띠미 마을 문화일보 2009.03.25일자
- 이수형[깨진 링크(과거 내용 찾기)]
- 이수형 묘지명

## 참고 문헌
- 성종실록
- 승정원일기
- 도촌선생실기
- 괴단감광록
- 눌옹유사
- 눌은집
- 이가원, 《李朝名人列傳》 (을유문화사, 1965)